# Oberwölz
Oberwölz ist eine Stadtgemeinde mit 2.922 Einwohnern (Stand 1. Jänner 2025) im Bezirk Murau. Bis 2014 war sie die kleinste Stadt der Steiermark, ein Status, den sie durch die Gemeindestrukturreform von 2015 verlor. Bei dieser schlossen sich die ehemaligen Gemeinden Oberwölz Stadt, Oberwölz Umgebung, Winklern bei Oberwölz sowie Schönberg-Lachtal zur aktuellen Stadtgemeinde Oberwölz zusammen.

## Geographie

### Geographische Lage
Oberwölz liegt im Wölzertal, das bei Niederwölz ins Murtal mündet. Es wird vom Wölzerbach entwässert, der aus dem Zusammenfluss von Hinteregger- und Schöttlbach südlich des Freizeitzentrums entsteht. Aufgrund seiner Lage am Beginn bzw. am Ende des uralten Salzwegs über das Glattjoch (1988 m), der kürzesten Wegstrecke in den Wölzer Tauern zwischen dem Enns- und dem Murtal, reichen die Anfänge der Besiedlung weit ins Mittelalter zurück

### Gemeindegliederung
Das Stadtgebiet gliedert sich in elf Ortschaften (in Klammern Einwohnerzahl Stand 1. Jänner 2025):
- Eselsberg (118)
- Hinterburg (117)
- Krumegg (59)
- Mainhartsdorf (333)
- Oberwölz (Stadt) (412)
- Raiming (280)
- Salchau (156)
- Schönberg-Lachtal (404)
- Schöttl (98)
- Vorstadt (627)
- Winklern bei Oberwölz (313)

Die Gemeinde besteht aus sieben Katastralgemeinden (Fläche Stand 31. Dezember 2023):
- Hinterburg (1.112,31 ha)
- Oberwölz (465,14 ha)
- Raiming (1.201,63 ha)
- Salchau (2.887,37 ha)
- Schönberg (4.204,39 ha)
- Schöttl (4.279,42 ha)
- Winklern (6.876,74 ha)

### Nachbargemeinden
|                          | Irdning-Donnersbachtal                      |                                        |
| St. Peter am Kammersberg | Kompassrose, die auf Nachbargemeinden zeigt | Pusterwald, Pölstal                    |
| Teufenbach-Katsch        | Niederwölz                                  | 0000Unzmarkt-Frauenburg Scheifling0000 |

## Geschichte
Funde beweisen, dass das Gebiet um Oberwölz bereits in der Bronzezeit zumindest begangen, während der Römerzeit und anschließend von Slawen bewohnt war. Im 9./10. Jh. bestand im Bereich der heutigen Stadtpfarrkirche ein curtes, der karolingische Königshof Uuelica. Dieser kam 1007 durch eine Schenkung Kaiser Heinrichs II. mit einem Großteil des Wölzer- und Katschtals an Bischof Egilbert von Freising und blieb im Besitz des Hochstifts bis 1803. Im 11. und 12. Jh. wurden Oberwölz und seine Seitentäler stark besiedelt. Infolge der Handelsroute über das Glattjoch, die direkt in den Hauptplatz des Ortes mündete, entstanden zahlreiche Handwerksbetriebe und Schenken. Die Burg Rothenfels wurde bis 1803 Verwaltungssitz des Freisinger Guts in der Steiermark, über welches der Burgherr lange Zeit die Blutgerichtsbarkeit innehatte.
Bereits 1280 wurde die Martinskirche eingeweiht. Zwischen 1298 und 1315 wurde eine Ringmauer errichtet, die mit drei von ehemals fünf Stadttoren bis heute großteils erhalten ist. 1305 wurde Oberwölz erstmals urkundlich als Stadt genannt. Im 14./15. Jahrhundert erreichte die Stadt ihre Blütezeit: Durch das Stapelrecht mussten durchziehende Händler die mitgeführten Waren hier für mehrere Tage abladen und verkaufen, auf dem Rückweg nahmen sie besonders Leder- und Lodenwaren aus der Erzeugung vor Ort mit. Dadurch gelangten heimische Produkte u. a. bis Nürnberg und Regensburg. Auch der Handel mit Speik war jahrhundertelang eine sehr gute Einnahmequelle. Oberwölz galt daher lange Zeit als wichtiger inneralpiner Handelsumschlagplatz. Dem zunehmenden Wohlstand und der Patronanz der Freisinger Bischöfe ist es auch zu verdanken, dass in Oberwölz bis Mitte des 15. Jahrhunderts drei Kirchen errichten werden konnten: die Stadtpfarrkirche zum hl. Martin, die Spitalskirche zum hl. Sigismund sowie die ehemalige Michaelskirche im alten Friedhof. Eine Reihe gut erhaltener Bürgerhäuser auf dem Hauptplatz verleihen gemeinsam mit den Befestigungsanlagen Oberwölz bis heute sein mittelalterliches Aussehen.
Wiederholte Stadtbrände, Hochwasserereignisse sowie sechs Pestepidemien waren schließlich die Ursachen für den langsamen, aber stetigen wirtschaftlichen Niedergang der Stadt.
Im 19. Jahrhundert brachte ein Stahlwerk am Schöttlbach in der nördlichen Vorstadt noch einmal Ansehen und bescheidenen Wohlstand. Zahlreiche Länder der Donaumonarchie, aber auch Schweizer Abnehmer schätzten den besonders hochwertigen Stahl aus Oberwölz. Durch Entstehung neuer Handelswege und die damit verbundene Abwanderung in die neu entstandenen Industriebetriebe infolge der Industriellen Revolution sank die Bedeutung des Städtchens drastisch. Allerdings brachte nach der Errichtung der Eisenbahnlinie im Murtal bereits um die Wende zum 20. Jahrhundert „Sommerfrischler“ aus der ganzen Monarchie nach Oberwölz. Als bald darauf die Umgebung auch für Wintergäste attraktiv wurde, war der Grundstein für die heutige Ausrichtung als Fremdenverkehrsort gelegt.

### Bevölkerungsentwicklung
Trotz positiver Geburtenbilanz nimmt die Einwohnerzahl seit 1991 ab, da die Wanderungsbilanz stark negativ ist.

## Kultur und Sehenswürdigkeiten

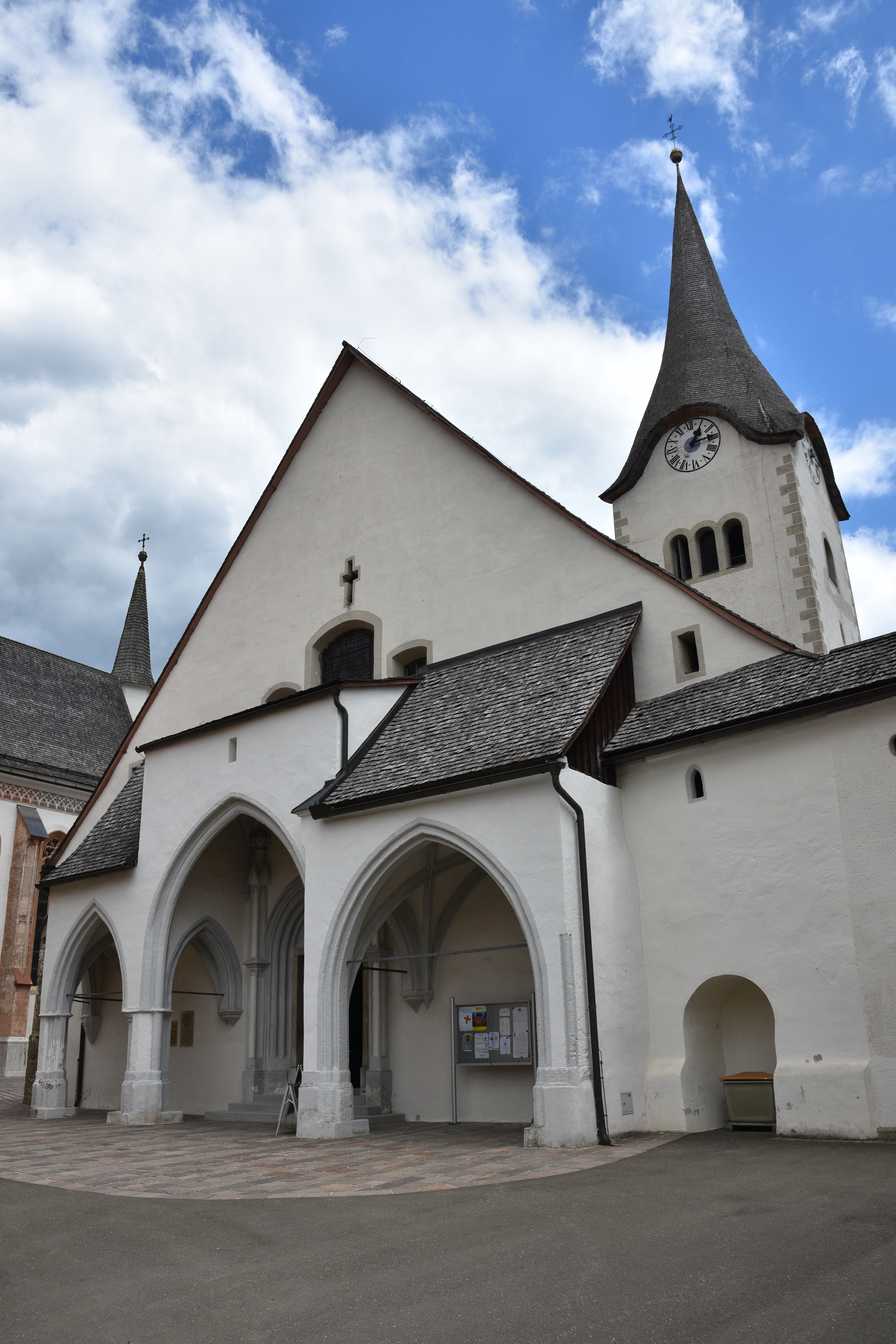
Stadtpfarrkirche Oberwölz

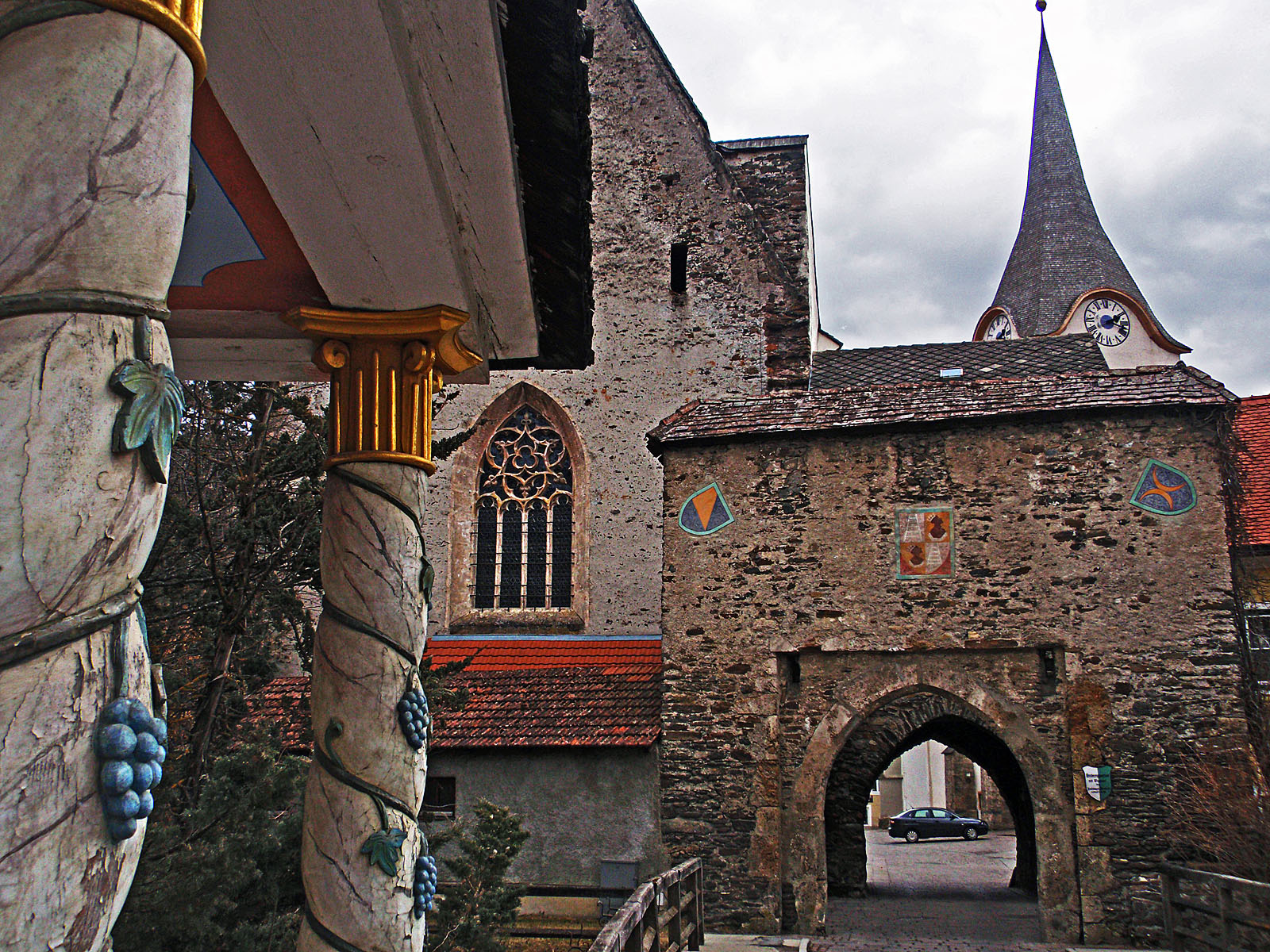
Hintereggertor

- Katholische Pfarrkirche Schönberg-Lachtal hl. Ulrich
- Sagenweg Sagenhaftes Wölzertal
- Heimatmuseum
- Österreichisches Blasmusikmuseum

### Oberwölz Stadt
- Stadtbefestigung Oberwölz, die Stadtmauer, drei Stadttore und die Wehrtürme sind gut erhalten
- Hauptplatz mit Mariensäule
- Katholische Stadtpfarrkirche Oberwölz hl. Martin
- Spitalskirche (Filialkirche hl. Sigismund beim Spital)
- Maria Altötting in Winklern
- Pankratiuskirche

### Oberwölz macht zu

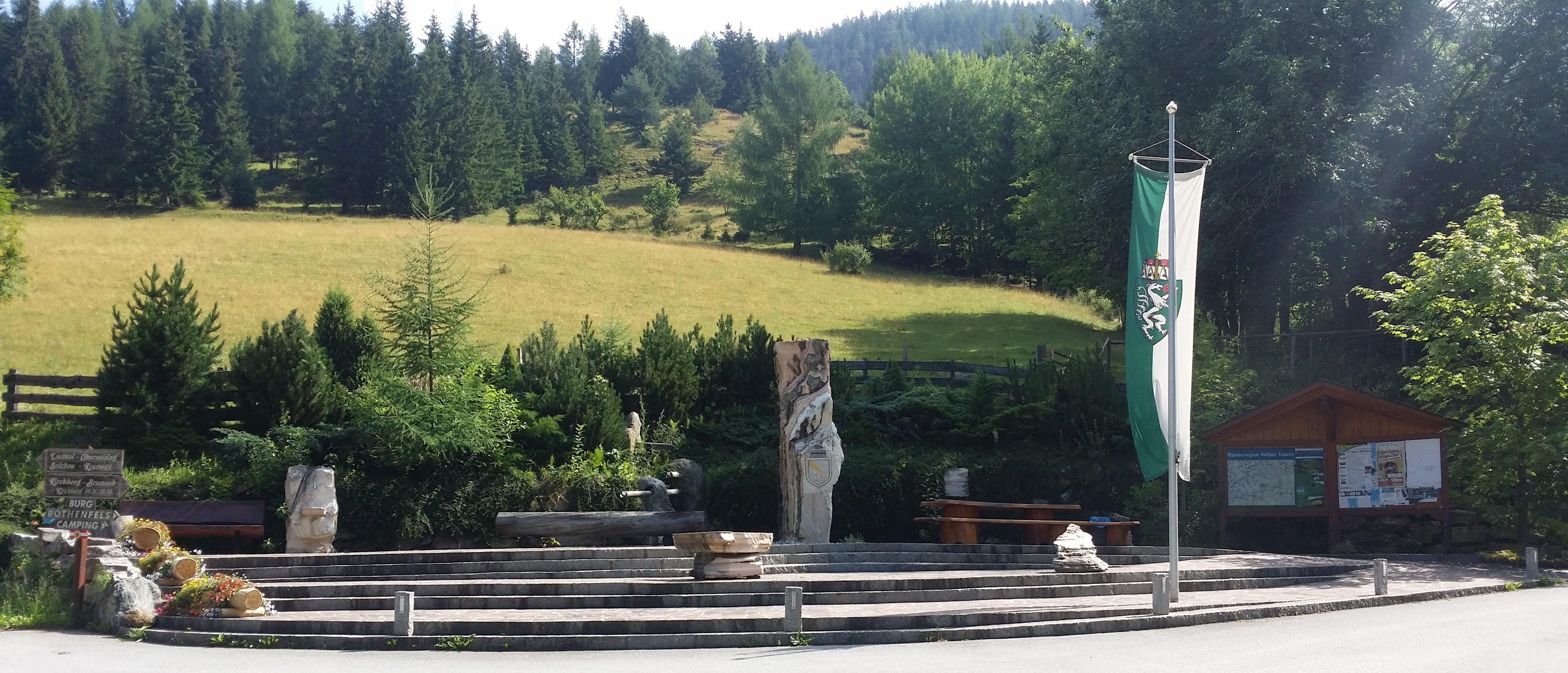
Rastplatz Oberwölz Umgebung

Im Rahmen der Regionale12 wurden an einem Wochenende im Juni 2012 für ein Stadtfest zwei Tage die Stadttore geschlossen. Samstags wurden bis Mitternacht Austrittswillige hinausgelassen, dann wurde nur mehr Notfällen und Notdiensten Durchlass gestattet, bevor Montag um 15 Uhr unter dem Lied Muss i denn, muss i denn zum Städtele hinaus die Tore wieder geöffnet wurden.
Als Folgeprojekt entstand die Kirtag&nacht, die in der Stadt als Wölzermarkt – typisch ab Samstag 14 Uhr – am 10./11. August 2013, am 9./10. August 2014 und am 8./9. August 2015 veranstaltet wurde. 2016 wurde der Wölzermarkt „aus organisatorischen Gründen“ nur eintägig am Sonntag, 14. August gefeiert. Am 13. August wurde unter dem Thema „Oberwölz bewegt“ ab 13 Uhr das Radrennen MTB Challenge und ab 17 Uhr am Hauptplatz ein Motocross-Springen durchgeführt.

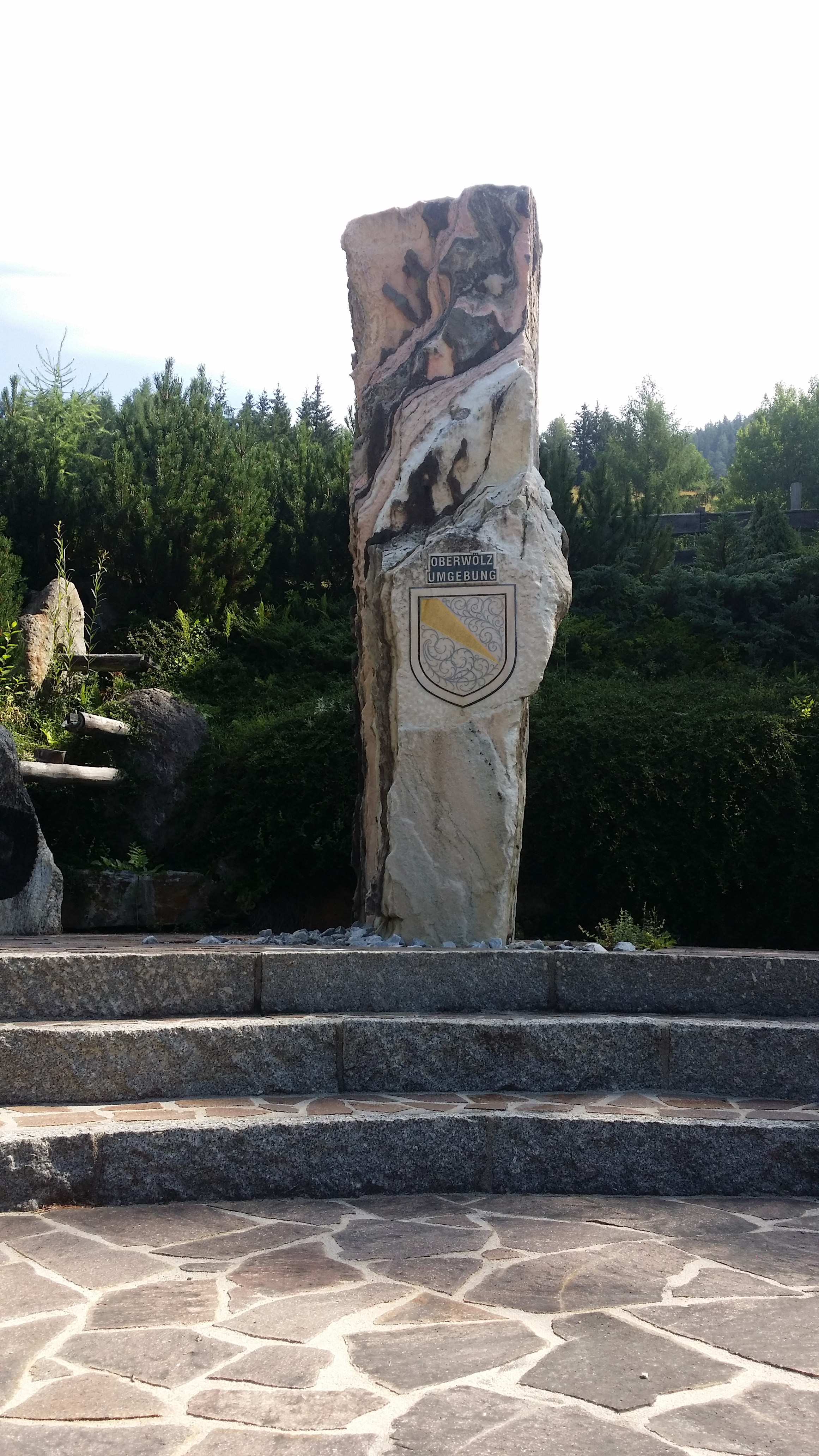
Granitblock mit dem Wappen der Gemeinde Oberwölz Umgebung
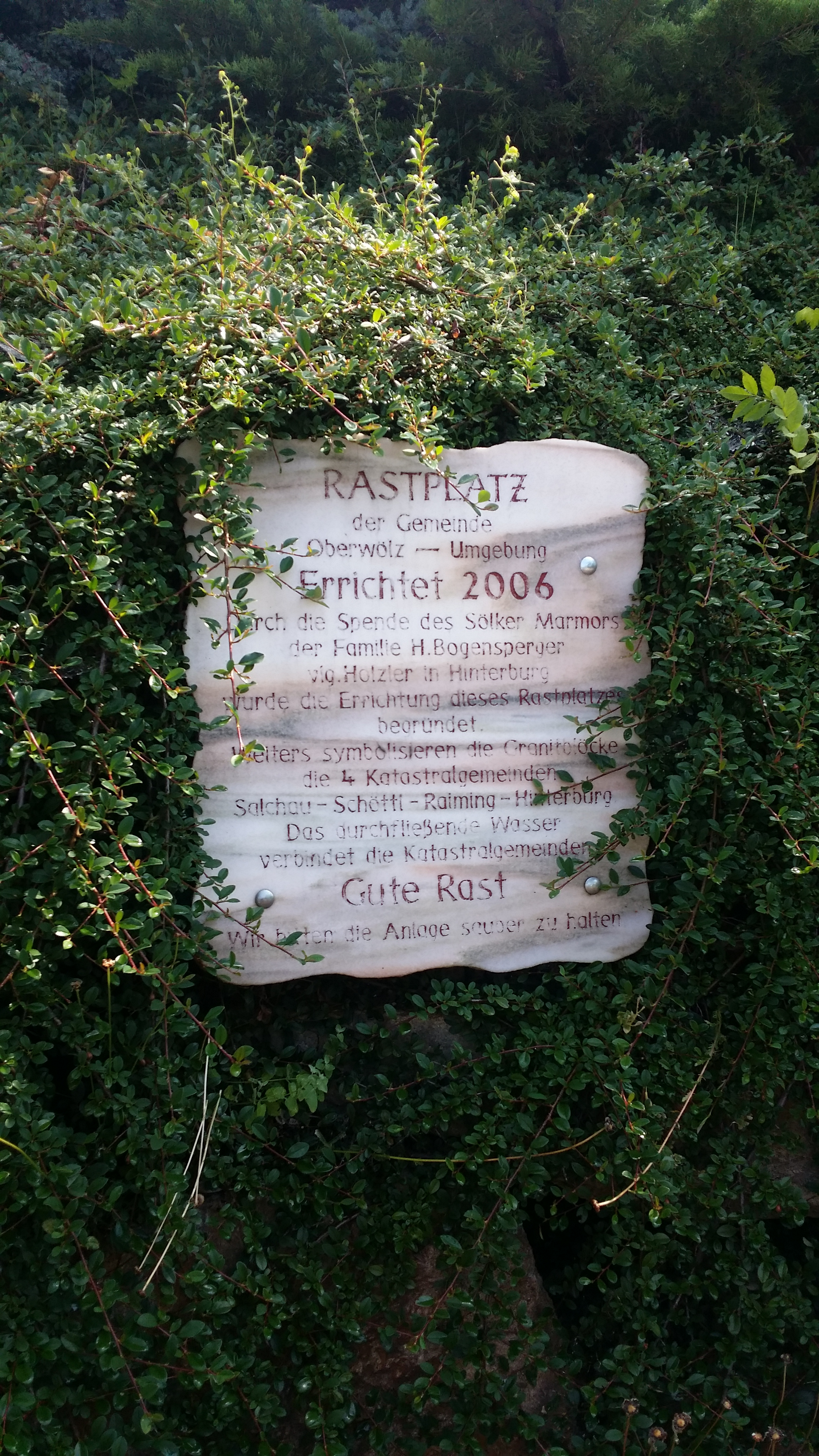
Geschichte des Rastplatzes

- Fischsee-Wasserfall, Wasserfall aus dem Fischsee in das Kar der Schöttl Alm
- Glattjochkapelle
- Eselsberger Alm
- Rastplatz der Gemeinde Oberwölz Umgebung: Im Jahr 2006 Nahe der Lindwurm-Station des Rundwanderweges Sagenhaftes Wölzertal errichtet. Die Granitblöcke des Rastplatzes symbolisieren die vier Katastralgemeinden Salchau, Schöttl, Raiming und Hinterburg, das hindurchfließende Wasser steht für deren Verbindung.

## Wirtschaft und Infrastruktur

### Verkehr
- Straße: Oberwölz liegt an der Glattjoch Straße B 75, die die Stadt mit dem Murtal verbindet.
- Öffentlicher Verkehr: Von Oberwölz führt die Buslinie 891 nach Niederwölz oder Unzmarkt, wo es einen Anschluss an die Südbahn gibt.[12]

### Arbeitsstätten
Im Jahr 2011 gab es in Oberwölz im Produktionssektor 36 Betriebe, die 162 Arbeitnehmer beschäftigten, etwa die Hälfte im Bausektor und die Hälfte mit der Herstellung von Waren. Der Dienstleistungssektor gab in 126 Betrieben 351 Menschen Arbeit, vierzig Prozent in sozialen und öffentlichen Diensten, je fast zwanzig Prozent im Handel und in der Beherbergung und Gastronomie.

### Bildung
In der Stadt gibt es einen Kindergarten, eine Volksschule und eine Mittelschule.

### Gesundheit und Soziales
Für die medizinische Versorgung der Bevölkerung stehen zwei praktische Ärztinnen zur Verfügung. Ein  städtisches Seniorenwohnheim bietet Betreuung für fünfzig Personen an.

### Sport und Freizeit
- Freibad mit Wasserrutsche, Sportbecken, Kinderbecken, Sprungturm
- 4 Tennisplätze
- 2 Fußballplätze
- Skatepark
- Asphaltstockbahn
- Fitnessstrecke
- Hochseilgarten
- Langlaufloipe
- Wintersport im nahe gelegenen Skigebiet Lachtal
- Zahlreiche markierte Wanderwege

### Tourismus
Im Jahr 2018 hatte die Stadtgemeinde 110.000 Übernachtungen. Ein Drittel der Gäste waren Inländer, zwei Drittel Ausländer. Mehr als drei Viertel der Gäste kommen im Winter. In den Monaten April und November gab es jeweils weniger als Tausend Übernachtungen, die Monate Juli und August brachten eine kleine Nebensaison mit 7000 und 8000 Übernachtungen.

## Politik

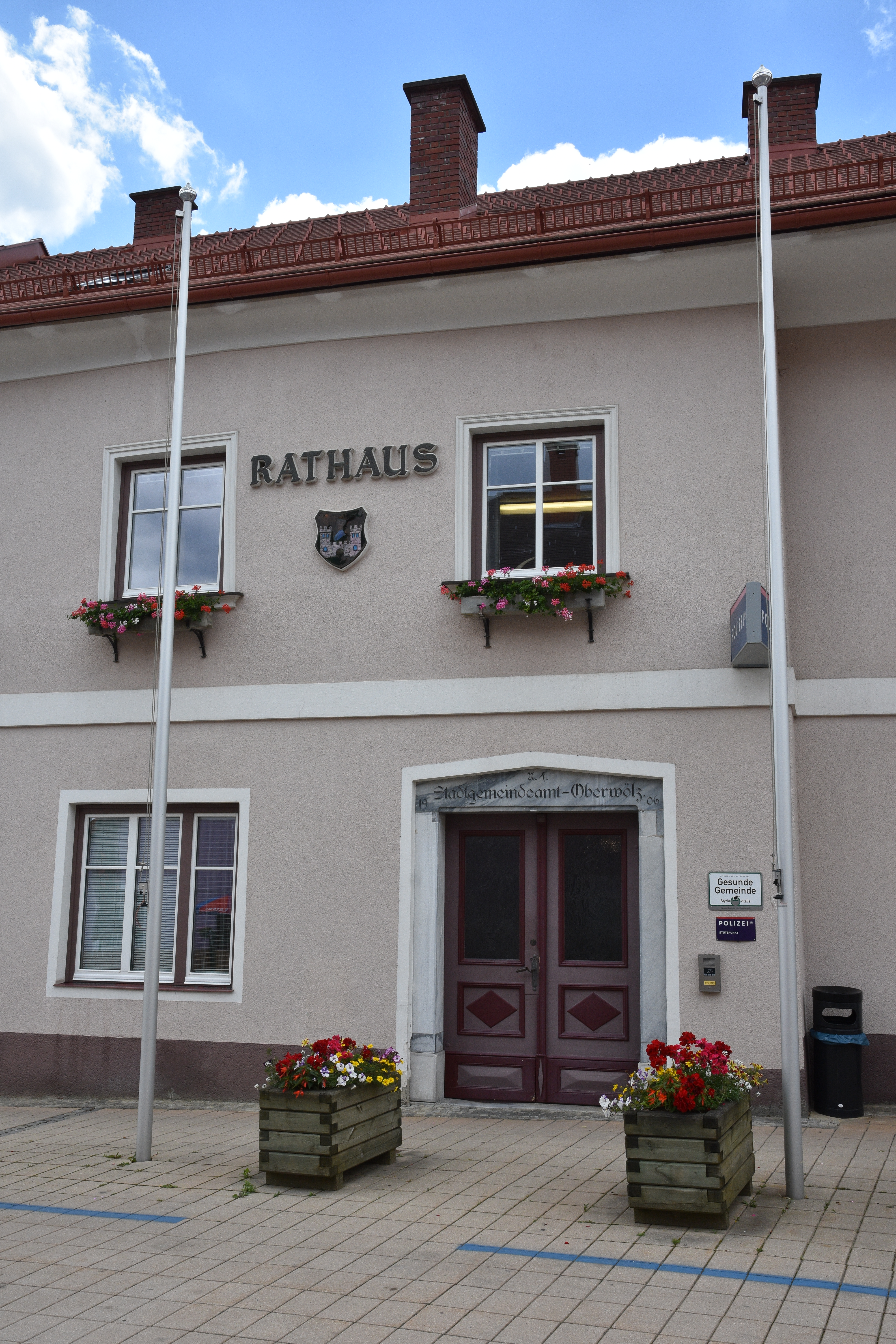
Rathaus Oberwölz

Der Gemeinderat hat seit 2020 nur mehr 15 Mitglieder.
- Nach den Gemeinderatswahlen in der Steiermark 2015 hatte der Gemeinderat (21 Mitglieder) folgende Verteilung:

14 ÖVP, 4 SPÖ und 3 FPÖ.
- Seit den Gemeinderatswahlen in der Steiermark 2020 hat der Gemeinderat folgende Verteilung:

11 ÖVP, 3 SPÖ und 1 FPÖ.

### Bürgermeister
- seit 2015 Hannes Schmidhofer (ÖVP)

### Wappen

Wappen der Vorgängergemeinden
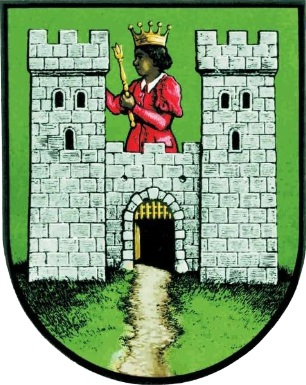
Oberwölz Stadt
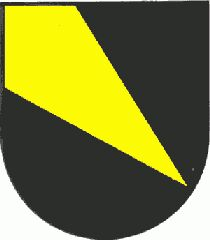
Oberwölz Umgebung
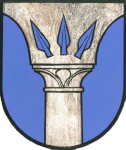
Schönberg-Lachtal
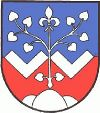
Winklern bei Oberwölz

Als Folge der Gemeindezusammenlegung sind alle Gemeindewappen seit 2015 nicht mehr gültig. Ein neues Wappen für die Fusionsgemeinde muss von der Steiermärkischen Landesregierung verliehen werden.

## Persönlichkeiten
- Heinrich II. Schlick (um 1400–1448), Fürstbischof von Freising, starb auf Burg Rothenfels
- Johann Gottfried Ritter von Leitner (1800–1890), erster Kurator des Landesmuseum Johanneum
- Johann Krainz, (1847–1907), Lehrer in Oberwölz, schrieb unter dem Pseudonym Hans von der Sann das erste Sagenbuch der Steiermark
- Karl Fürnschuß, Prof. (1855–1930), Lehrer und Komponist, Ehrenchormeister des GV Oberwölz
- Johann Tippl, (1881–1926), Kaplan, Verfasser der ersten Stadtchronik
- Karl Haas sen., Skipionier im Lachtal
- Karl Haas jun. Mitbegründer des österreichischen Skilehrplans
- Hans Bischof (1899–1974), Politiker
- Julius Wess (1934–2007), Physiker, Mitbegründer der Quantenfeldtheorie
- Heinz Rieger, OSR, Komponist neuer Steirerlieder
- Hertha Haas, SR, initiierte Heimatmuseum, Stadtführungen, Stadtbibliothek
- Werner Miedl (* 1955), Politiker
- Sepp Brunner, internationaler Skitrainer, zuletzt Abfahrt und Super-G der österreichischen Herren
- Michael Rottensteiner, internationaler Snowboard- und Skitrainer, zuletzt Cheftrainer in Norwegen
- Peter Ressmann (1965–2010), Bergführer und Extremschifahrer
- Nicole Schmidhofer (* 1989), Schirennläuferin